# شهاب الإسلام عبد الرزاق
شهاب الإسلام أبو المحاسن عبد الرزاق كان عالمًا دينيًا وقاضيًا فارسيًا، شغل منصب وزير السلطان السلجوقي أحمد سنجر (حكم. 1118–1157 م) من نيسان 1118 حتى وفاته في آذار 1121 م. كان ابن أبي القاسم عبد الله، شقيق الوزير الجليل نظام الملك (توفي سنة 1092 م).